# Осинцев Михайло Олександрович
Михайло Олександрович Осинцев (22 жовтня 1907, село Шафраново Белебеєвського повіту Уфимської губернії, тепер Альшеєвського району Республіки Башкортостан, Російська Федерація — 3 червня 1968, Ленінград) — радянський залізничник, начальник Львівської залізниці та Жовтневої залізниці. Герой Соціалістичної Праці (1.08.1959).

## Біографія
У 1925 році закінчив середню школу. Трудову діяльність розпочав помічником машиніста, а потім машиністом водокачки на Рязано-Уральській залізниці. У 1930 році Дорпрофсожем цієї залізниці був направлений на навчання в Ленінградський інститут інженерів залізничного транспорту. У 1935 році закінчив експлуатаційний факультет Ленінградського інституту інженерів залізничного транспорту.
З 1935 року працював на Омській залізниці старшим інженером, начальником станції Целіноград, 1-м заступником начальника залізниці. До 1948 року — начальник Центрального управління руху Міністерства шляхів сполучення СРСР.
У 1948—1949 роках — начальник Львівської залізниці.
У 1949—1962 роках — начальник Жовтневої залізниці у Ленінграді. Указом Президії Верховної Ради СРСР від 1 серпня 1959 року за видатні успіхи, досягнуті в розвитку залізничного транспорту, Осинцеву Михайлу Олександровичу присвоєно звання Героя Соціалістичної Праці з врученням ордена Леніна і золотої медалі «Серп і Молот».
У 1962—1965 роках — радник уряду Чехословацької СРР з питань роботи залізничного транспорту.
У 1965 році був призначений ректором Ленінградського інституту інженерів залізничного транспорту. У 1967 році затверджений у вченому званні доцента по кафедрі «Залізничні станції та вузли» і обраний завідувачем кафедри «Організація вантажної та комерційної роботи». У цей же час керував роботою Об'єднаного науково-дослідного інституту (ОНДІ), створеного в 1964 році в результаті спільної роботи вчених Ленінградського інституту інженерів залізничного транспорту і фахівців Жовтневої залізниці. Осинцев був одним з ініціаторів впровадження швидкісного руху на Жовтневій залізниці.
Жив і працював у Ленінграді (Санкт-Петербурзі), де помер і похований на Богословському кладовищі.

## Нагороди
- Герой Соціалістичної Праці (1.08.1959),
- три ордени Леніна (29.07.1945; 21.06.1957; 1.08.1959)
- два ордени Трудового Червоного Прапора (2.08.1942; 6.08.1952)
- медаль «За трудову доблесть» (16.07.1951)